# 요나구니어
요나구니어는 일본 최서단인 요나구니섬에서 사용되는 언어이다. 류큐어파의 언어 중에서도 야에야마어와 가장 가까우나 양자간에도 차이가 현저하다. 현재 화자는 대부분 노년층으로, 섬의 원주민조차 젊은 경우 대부분 듣거나 말하는 것이 불가능해, 화자의 수는 점점 감소하고 있다. 2009년 유네스코에 의해 '심각한 소멸 위기'(severely endangered)에 처한 언어로 분류되었다. 
일본어와 오키나와섬의 류큐어에서 ya행으로 발음되는 음이 모두 da행으로 음운변화한다. 예시로, 요나구니어로 '요나구니어'를 나타내는 말인 '두난'은(오키나와 특산의 알콜음료인 아와모리의 브랜드명으로도 유명) 본래 与那(요나)에 해당한다.

## 단어의 예
- ウンティ(운티): 감자 (사쓰마이모)
- ダマ(다마): 산 (야마)
- ドゥル(두루): 밤 (요루)
- ドゥー(두우): 뜨거운 물 (유)
- ミンブル(밈부루): 머리 (쓰부루)
- カイグゥ(카이구우): 알 (타마고)